# Protomicroplitis mediata
Protomicroplitis mediata är en stekelart som först beskrevs av Cresson 1865.  Protomicroplitis mediata ingår i släktet Protomicroplitis och familjen bracksteklar. Inga underarter finns listade i Catalogue of Life.